# Fábio Paím
Fábio Miguel Malheiro Paím mais conhecido como Fábio Paím (Alcoitão, 15 de fevereiro de 1988) é um ex-futebolista português que atuava como extremo.
Depois de ter começado sua carreira no Sporting CP, ele jogou por vários clubes, sem nunca ter vingado nem destacado em nenhum dos clubes.

## Carreira
Paím foi considerado o jogador jovem mais promissor em Portugal pelo Cristiano Ronaldo, que disse sobre ele na sua chegada ao Manchester United : "Se acham que eu sou bom esperem até verem o Fábio Paim".
Paím foi formado na Academia do Sporting CP, e jogou no Sporting CP, e sempre foi emprestado para vários clubes como o CD Olivais e Moscavide, CD Trofense, FC Paços de Ferreira fazendo sua estreia pela Primeira Liga depois de ter começado com o Trofense na Segunda Liga, Chelsea FC equipa treinada na altura pelo Luiz Felipe Scolari, sendo logo de seguida enviado para a equipa de reservas da equipa londrina, Rio Ave FC e o Real SC.
Após ter sido emprestado 6 vezes pelo Sporting CP, ele deixou definitivamente o Alvalade em 2010, sem nunca ter jogado partidas oficiais pelos Leões, assinando com o SCU Torreense, clube que ele deixou alguns meses depois, passando os próximos anos em Angola com o CD Primeiro de Agosto e o SL Benfica de Luanda.
Paím juntou-se ao CF Benfica na temporada 2012/13. Depois de alguns meses tentando ganhar confiança e condição física para jogar, ele fez a sua estreia oficial contra a equipa do CD Mafra.
Em dezembro de 2012, Fábio Paim mudou-se de novo para outros clubes e países, assinando um acordo de dois anos com o Al Kharaitiyat SC da Liga de Futebol do Catar, no Catar. Depois juntou-se ao AD Oliveirense.
Em 19 de agosto de 2014, Paím assinou um contrato de dois anos pelo Mosta FC do Campeonato Maltês de Futebol em Malta.
Em abril de 2015, ele se juntou ao FK Nevėžis na Lituânia.
No verão de 2015, Paím transferiu-se para a equipa do Luxemburgo do Union 05 Kayl-Tétange na Segunda Divisão do Luxemburgo. Porém foi dispensado da equipa em setembro, por "comportamento não-profissional". Depois se juntou ao Sintra CF.
Em 10 de novembro de 2017, após uma breve experiência no Brasil numa equipa amadora de futebol no Paraíba do Sul FC no estado do Rio de Janeiro, Paím assinou com a equipa de Matosinhos, a equipa B do Leixões SC na Associação de Futebol do Porto, e deixou o clube em 2018.
Depois de dois anos parado, em agosto de 2020, foi contratado pelo LZS Starowice, do quarto escalão da Polónia. Se aposentou na temporada 2020/21, pelo clube.

## Carreira Internacional
Na seleção portuguesa, o ex-atacante passou somente pela base, do sub-16 ao sub-21. Paím somou 42 internacionalizações por Portugal em todos os escalões juvenis, marcando 7 golos. De ascendência angolana, pois os seus pais eram oriundos da Província do Huambo, ele era elegível para representar a Seleção da Angola e esperava ser seleccionado para o Campeonato das Nações Africanas de 2012, mas acabou por não ser convocado.
A única aparição de Paím pela Seleção de Portugal de Sub-21 foi a 14 de outubro de 2008, quando entrou aos 69 minutos de jogo como substituto de Daniel Candeias na derrota por 1-0 em um amistoso contra a Seleção da Ucrânia de Sub-21, realizado em Vila Nova de Gaia.

## Vida pessoal
Em agosto de 2019, Paím foi detido pela Polícia de Segurança Pública depois de ter sido encontrada uma quantidade indeterminada de drogas ilícitas na sua posse em Estoril. Ele acabou por ser absolvido, alegando que escutas telefónicas não eram provas admissíveis em tribunal.

## Títulos
CD Trofense
- Segunda Liga: 2007-08[26][27]